# Léa (Michel-Ange)
Léa est une sculpture de Michel-Ange, intégrée au Tombeau de Jules II dans la Basilique Saint-Pierre-aux-Liens à Rome.

## Histoire
La statue de Léa, et celle de Rachel (les filles de Laban), ont été commandées à  Michel-Ange pour la version de 1536 du projet de  Tombeau de  Jules II, souvent remanié en quarante ans. Elle devaient, à plus petite échelle, remplacer les statues des Esclaves. Elles encadrent le Moïse, placées au niveau inférieur. 
Léa est le symbole de la vie active.